# Tyczek
Tyczek (prononciation : [ˈtɨt͡ʂɛk]) est un village polonais de la gmina de Łyse dans le powiat d'Ostrołęka de la voïvodie de Mazovie dans le centre-est de la Pologne.
Il se situe à environ 39 km au nord d'Ostrołęka (siège du powiat) et à 138 km au nord de Varsovie (capitale de la Pologne).

## Histoire
De 1975 à 1998, le village appartenait administrativement à la voïvodie d'Ostrołęka.